# Dánská královská rodina

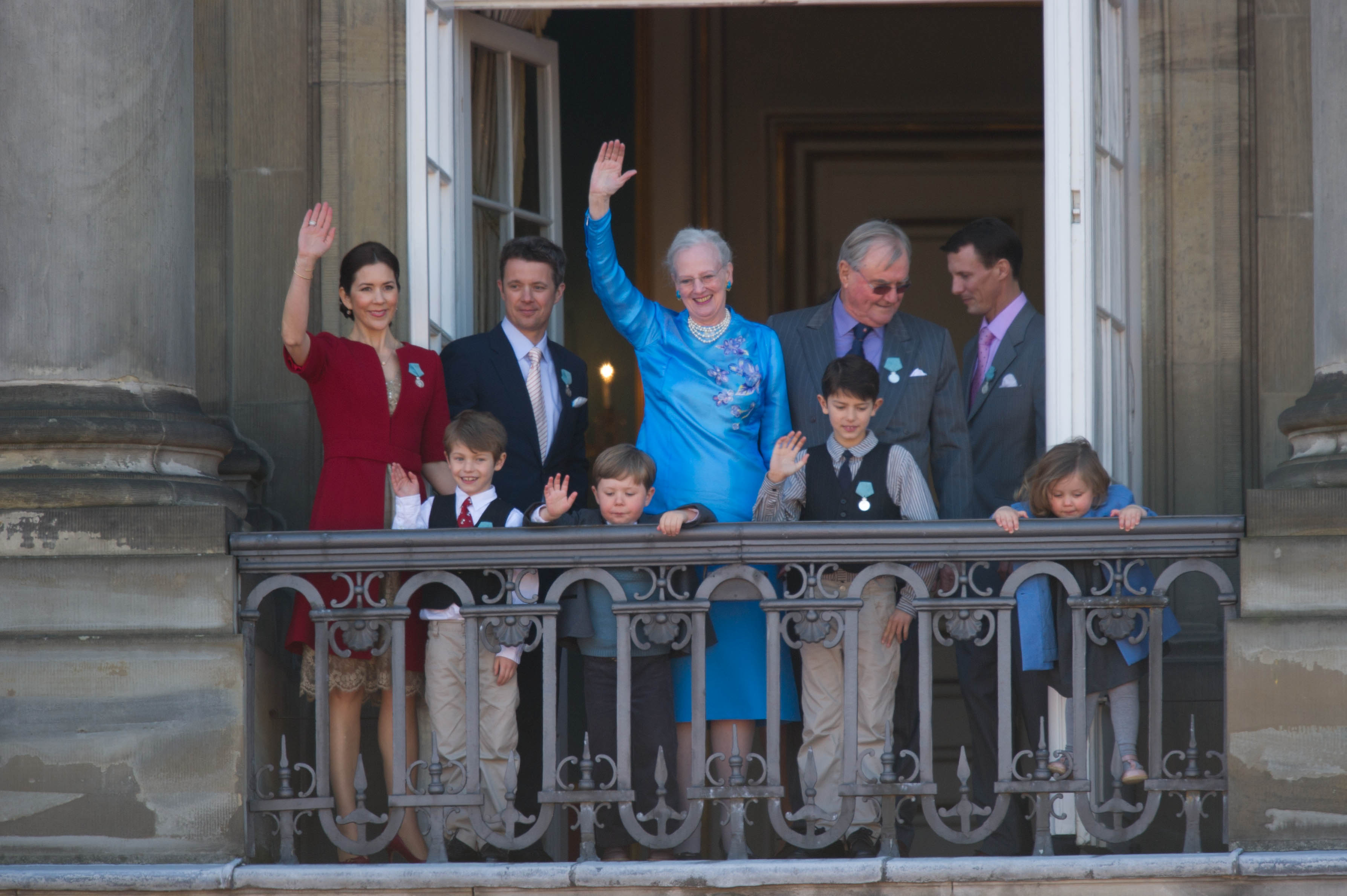
Dánská královská rodina při dni 70. narozenin královny 16. dubna 2010. Zleva doprava: královna Marie, princ Felix, král Frederik, princ Kristián, královna Markéta II., princ Nikolai, princ manžel Henrik, princ Joachim a princezna Isabella

Dánská královská rodina je dynastická rodina dánského panovníka. Všichni členové dánské královské rodiny kromě královny Markéty II., krále Frederika X. a královny Mary mají titul dánský princ/princezna nebo hrabě/hraběnka z Monpezat. Dětem panovníka a dědice je přiznáno oslovení Jeho/Její královská Výsost, zatímco ostatní členové dynastie jsou oslovováni jako Jeho/Její Výsost. Král a královna jsou oslovovány jako Jeho Veličenstvo a Její Veličenstvo.
Královna, její sourozenci a její potomci patří k rodu Glücksburků, který je větví královského rodu Oldenburků. Královniny děti a potomci v mužské linii také agnaticky patří do rodu Laborde de Monpezat a královským dekretem 30. dubna 2008 jim byl udělen souběžný titul hrabě/hraběnka z Monpezat.
Dánská královská rodina má v Dánsku vysokou popularitu, která se pohybuje mezi 82 % a 92 %.

## Hlavní členové
Dánskou královskou rodinu tvoří:
- Frederik X. a královna Mary (král a králova manželka)
  - Korunní princ Christian (syn krále)
  - Princezna Isabella (dcera krále)
  - Princ Vincent (syn krále)
  - Princezna Josefína (dcera krále)[5][6]
- Královna Markéta (matka krále)
- Princ Joachim a princezna Marie (bratr a švagrová krále)
  - Hrabě Nikolai (synovec krále)
  - Hrabě Felix (synovec krále)
  - Hrabě Henrik (synovec krále)
  - Hraběnka Athena (neteř krále)
- Princezna Benedikta (teta krále)

### Rodokmen členů
|                         |                         |                         |                         | Král Frederik IX.       | Král Frederik IX.       | Král Frederik IX. | Král Frederik IX. | Král Frederik IX.  | Král Frederik IX.  |                    |                    | Královna Ingrid    | Královna Ingrid    | Královna Ingrid | Královna Ingrid | Královna Ingrid                                  | Královna Ingrid                                  |                                                  |                                                  |                                                  |                                                  |  |  |                           |                           |                           |                           |                           |                           |  |  |                           |                           |                           |                           |                                                 |                                                 |                                                 |                                                 |                                                 |                                                 |             |             |               |               |               |               |               |               |              |              |                 |                 |                 |                 |                 |                 |                 |                 |                 |                 |  |  |  |  |
|                         |                         |                         |                         | Král Frederik IX.       | Král Frederik IX.       | Král Frederik IX. | Král Frederik IX. | Král Frederik IX.  | Král Frederik IX.  |                    |                    | Královna Ingrid    | Královna Ingrid    | Královna Ingrid | Královna Ingrid | Královna Ingrid                                  | Královna Ingrid                                  |                                                  |                                                  |                                                  |                                                  |  |  |                           |                           |                           |                           |                           |                           |  |  |                           |                           |                           |                           |                                                 |                                                 |                                                 |                                                 |                                                 |                                                 |             |             |               |               |               |               |               |               |              |              |                 |                 |                 |                 |                 |                 |                 |                 |                 |                 |  |  |  |  |
|                         |                         |                         |                         |                         |                         |                   |                   |                    |                    |                    |                    |                    |                    |                 |                 |                                                  |                                                  |                                                  |                                                  |                                                  |                                                  |  |  |                           |                           |                           |                           |                           |                           |  |  |                           |                           |                           |                           |                                                 |                                                 |                                                 |                                                 |                                                 |                                                 |             |             |               |               |               |               |               |               |              |              |                 |                 |                 |                 |                 |                 |                 |                 |                 |                 |  |  |  |  |
|                         |                         |                         |                         |                         |                         |                   |                   |                    |                    |                    |                    |                    |                    |                 |                 |                                                  |                                                  |                                                  |                                                  |                                                  |                                                  |  |  |                           |                           |                           |                           |                           |                           |  |  |                           |                           |                           |                           |                                                 |                                                 |                                                 |                                                 |                                                 |                                                 |             |             |               |               |               |               |               |               |              |              |                 |                 |                 |                 |                 |                 |                 |                 |                 |                 |  |  |  |  |
| Princ manžel Henrik     | Princ manžel Henrik     | Princ manžel Henrik     | Princ manžel Henrik     | Princ manžel Henrik     | Princ manžel Henrik     |                   |                   | Královna Markéta   | Královna Markéta   | Královna Markéta   | Královna Markéta   | Královna Markéta   | Královna Markéta   |                 |                 | Saynsko-wittgensteinsko-berleburská kněžna vdova | Saynsko-wittgensteinsko-berleburská kněžna vdova | Saynsko-wittgensteinsko-berleburská kněžna vdova | Saynsko-wittgensteinsko-berleburská kněžna vdova | Saynsko-wittgensteinsko-berleburská kněžna vdova | Saynsko-wittgensteinsko-berleburská kněžna vdova |  |  | Král Konstantin II. Řecký | Král Konstantin II. Řecký | Král Konstantin II. Řecký | Král Konstantin II. Řecký | Král Konstantin II. Řecký | Král Konstantin II. Řecký |  |  | Královna Anne-Marie Řecká | Královna Anne-Marie Řecká | Královna Anne-Marie Řecká | Královna Anne-Marie Řecká | Královna Anne-Marie Řecká                       | Královna Anne-Marie Řecká                       |                                                 |                                                 |                                                 |                                                 |             |             |               |               |               |               |               |               |              |              |                 |                 |                 |                 |                 |                 |                 |                 |                 |                 |  |  |  |  |
| Princ manžel Henrik     | Princ manžel Henrik     | Princ manžel Henrik     | Princ manžel Henrik     | Princ manžel Henrik     | Princ manžel Henrik     |                   |                   | Královna Markéta   | Královna Markéta   | Královna Markéta   | Královna Markéta   | Královna Markéta   | Královna Markéta   |                 |                 | Saynsko-wittgensteinsko-berleburská kněžna vdova | Saynsko-wittgensteinsko-berleburská kněžna vdova | Saynsko-wittgensteinsko-berleburská kněžna vdova | Saynsko-wittgensteinsko-berleburská kněžna vdova | Saynsko-wittgensteinsko-berleburská kněžna vdova | Saynsko-wittgensteinsko-berleburská kněžna vdova |  |  | Král Konstantin II. Řecký | Král Konstantin II. Řecký | Král Konstantin II. Řecký | Král Konstantin II. Řecký | Král Konstantin II. Řecký | Král Konstantin II. Řecký |  |  | Královna Anne-Marie Řecká | Královna Anne-Marie Řecká | Královna Anne-Marie Řecká | Královna Anne-Marie Řecká | Královna Anne-Marie Řecká                       | Královna Anne-Marie Řecká                       |                                                 |                                                 |                                                 |                                                 |             |             |               |               |               |               |               |               |              |              |                 |                 |                 |                 |                 |                 |                 |                 |                 |                 |  |  |  |  |
|                         |                         |                         |                         |                         |                         |                   |                   |                    |                    |                    |                    |                    |                    |                 |                 |                                                  |                                                  |                                                  |                                                  |                                                  |                                                  |  |  |                           |                           |                           |                           |                           |                           |  |  |                           |                           |                           |                           |                                                 |                                                 |                                                 |                                                 |                                                 |                                                 |             |             |               |               |               |               |               |               |              |              |                 |                 |                 |                 |                 |                 |                 |                 |                 |                 |  |  |  |  |
|                         |                         |                         |                         |                         |                         |                   |                   |                    |                    |                    |                    |                    |                    |                 |                 |                                                  |                                                  |                                                  |                                                  |                                                  |                                                  |  |  |                           |                           |                           |                           |                           |                           |  |  |                           |                           |                           |                           |                                                 |                                                 |                                                 |                                                 |                                                 |                                                 |             |             |               |               |               |               |               |               |              |              |                 |                 |                 |                 |                 |                 |                 |                 |                 |                 |  |  |  |  |
|                         |                         |                         |                         |                         |                         |                   |                   |                    |                    |                    |                    |                    |                    |                 |                 |                                                  |                                                  |                                                  |                                                  |                                                  |                                                  |  |  |                           |                           |                           |                           | Řecká královská rodina*   |                           |  |  |                           |                           |                           |                           |                                                 |                                                 |                                                 |                                                 |                                                 |                                                 |             |             |               |               |               |               |               |               |              |              |                 |                 |                 |                 |                 |                 |                 |                 |                 |                 |  |  |  |  |
|                         |                         |                         |                         |                         |                         |                   |                   |                    |                    |                    |                    |                    |                    |                 |                 |                                                  |                                                  |                                                  |                                                  |                                                  |                                                  |  |  |                           |                           |                           |                           |                           |                           |  |  |                           |                           |                           |                           |                                                 |                                                 |                                                 |                                                 |                                                 |                                                 |             |             |               |               |               |               |               |               |              |              |                 |                 |                 |                 |                 |                 |                 |                 |                 |                 |  |  |  |  |
|                         |                         |                         |                         |                         |                         |                   |                   |                    |                    |                    |                    |                    |                    |                 |                 |                                                  |                                                  |                                                  |                                                  |                                                  |                                                  |  |  |                           |                           |                           |                           |                           |                           |  |  |                           |                           |                           |                           |                                                 |                                                 |                                                 |                                                 |                                                 |                                                 |             |             |               |               |               |               |               |               |              |              |                 |                 |                 |                 |                 |                 |                 |                 |                 |                 |  |  |  |  |
|                         |                         |                         |                         |                         |                         |                   |                   |                    |                    |                    |                    |                    |                    |                 |                 |                                                  |                                                  |                                                  |                                                  |                                                  |                                                  |  |  |                           |                           |                           |                           |                           |                           |  |  |                           |                           |                           |                           |                                                 |                                                 |                                                 |                                                 |                                                 |                                                 |             |             |               |               |               |               |               |               |              |              |                 |                 |                 |                 |                 |                 |                 |                 |                 |                 |  |  |  |  |
| Král Frederik X.        | Král Frederik X.        | Král Frederik X.        | Král Frederik X.        | Král Frederik X.        | Král Frederik X.        |                   |                   | Královna Mary      | Královna Mary      | Královna Mary      | Královna Mary      | Královna Mary      | Královna Mary      |                 |                 |                                                  |                                                  |                                                  |                                                  |                                                  |                                                  |  |  |                           |                           |                           |                           |                           |                           |  |  |                           |                           |                           |                           | Hraběnka Alexandra z Frederiksborgu (roz. 2005) | Hraběnka Alexandra z Frederiksborgu (roz. 2005) | Hraběnka Alexandra z Frederiksborgu (roz. 2005) | Hraběnka Alexandra z Frederiksborgu (roz. 2005) | Hraběnka Alexandra z Frederiksborgu (roz. 2005) | Hraběnka Alexandra z Frederiksborgu (roz. 2005) |             |             | Princ Joachim | Princ Joachim | Princ Joachim | Princ Joachim | Princ Joachim | Princ Joachim |              |              | Princezna Marie | Princezna Marie | Princezna Marie | Princezna Marie | Princezna Marie | Princezna Marie |                 |                 |                 |                 |  |  |  |  |
| Král Frederik X.        | Král Frederik X.        | Král Frederik X.        | Král Frederik X.        | Král Frederik X.        | Král Frederik X.        |                   |                   | Královna Mary      | Královna Mary      | Královna Mary      | Královna Mary      | Královna Mary      | Královna Mary      |                 |                 |                                                  |                                                  |                                                  |                                                  |                                                  |                                                  |  |  |                           |                           |                           |                           |                           |                           |  |  |                           |                           |                           |                           | Hraběnka Alexandra z Frederiksborgu (roz. 2005) | Hraběnka Alexandra z Frederiksborgu (roz. 2005) | Hraběnka Alexandra z Frederiksborgu (roz. 2005) | Hraběnka Alexandra z Frederiksborgu (roz. 2005) | Hraběnka Alexandra z Frederiksborgu (roz. 2005) | Hraběnka Alexandra z Frederiksborgu (roz. 2005) |             |             | Princ Joachim | Princ Joachim | Princ Joachim | Princ Joachim | Princ Joachim | Princ Joachim |              |              | Princezna Marie | Princezna Marie | Princezna Marie | Princezna Marie | Princezna Marie | Princezna Marie |                 |                 |                 |                 |  |  |  |  |
|                         |                         |                         |                         |                         |                         |                   |                   |                    |                    |                    |                    |                    |                    |                 |                 |                                                  |                                                  |                                                  |                                                  |                                                  |                                                  |  |  |                           |                           |                           |                           |                           |                           |  |  |                           |                           |                           |                           |                                                 |                                                 |                                                 |                                                 |                                                 |                                                 |             |             |               |               |               |               |               |               |              |              |                 |                 |                 |                 |                 |                 |                 |                 |                 |                 |  |  |  |  |
|                         |                         |                         |                         |                         |                         |                   |                   |                    |                    |                    |                    |                    |                    |                 |                 |                                                  |                                                  |                                                  |                                                  |                                                  |                                                  |  |  |                           |                           |                           |                           |                           |                           |  |  |                           |                           |                           |                           |                                                 |                                                 |                                                 |                                                 |                                                 |                                                 |             |             |               |               |               |               |               |               |              |              |                 |                 |                 |                 |                 |                 |                 |                 |                 |                 |  |  |  |  |
| Korunní princ Christian | Korunní princ Christian | Korunní princ Christian | Korunní princ Christian | Korunní princ Christian | Korunní princ Christian |                   |                   | Princezna Isabella | Princezna Isabella | Princezna Isabella | Princezna Isabella | Princezna Isabella | Princezna Isabella |                 |                 | Princ Vincent                                    | Princ Vincent                                    | Princ Vincent                                    | Princ Vincent                                    | Princ Vincent                                    | Princ Vincent                                    |  |  | Princezna Josefína        | Princezna Josefína        | Princezna Josefína        | Princezna Josefína        | Princezna Josefína        | Princezna Josefína        |  |  | Hrabě Nikolai             | Hrabě Nikolai             | Hrabě Nikolai             | Hrabě Nikolai             | Hrabě Nikolai                                   | Hrabě Nikolai                                   |                                                 |                                                 | Hrabě Felix                                     | Hrabě Felix                                     | Hrabě Felix | Hrabě Felix | Hrabě Felix   | Hrabě Felix   |               |               | Hrabě Henrik  | Hrabě Henrik  | Hrabě Henrik | Hrabě Henrik | Hrabě Henrik    | Hrabě Henrik    |                 |                 | Hraběnka Athena | Hraběnka Athena | Hraběnka Athena | Hraběnka Athena | Hraběnka Athena | Hraběnka Athena |  |  |  |  |
| Korunní princ Christian | Korunní princ Christian | Korunní princ Christian | Korunní princ Christian | Korunní princ Christian | Korunní princ Christian |                   |                   | Princezna Isabella | Princezna Isabella | Princezna Isabella | Princezna Isabella | Princezna Isabella | Princezna Isabella |                 |                 | Princ Vincent                                    | Princ Vincent                                    | Princ Vincent                                    | Princ Vincent                                    | Princ Vincent                                    | Princ Vincent                                    |  |  | Princezna Josefína        | Princezna Josefína        | Princezna Josefína        | Princezna Josefína        | Princezna Josefína        | Princezna Josefína        |  |  | Hrabě Nikolai             | Hrabě Nikolai             | Hrabě Nikolai             | Hrabě Nikolai             | Hrabě Nikolai                                   | Hrabě Nikolai                                   |                                                 |                                                 | Hrabě Felix                                     | Hrabě Felix                                     | Hrabě Felix | Hrabě Felix | Hrabě Felix   | Hrabě Felix   |               |               | Hrabě Henrik  | Hrabě Henrik  | Hrabě Henrik | Hrabě Henrik | Hrabě Henrik    | Hrabě Henrik    |                 |                 | Hraběnka Athena | Hraběnka Athena | Hraběnka Athena | Hraběnka Athena | Hraběnka Athena | Hraběnka Athena |  |  |  |  |

#### Poznámka
* Mezi členy širší rodiny patří řecká královská rodina

## Členové širší královské rodiny

### Řecká královská rodina
Většina členů sesazené řecké královské rodiny je držitelem titulu princ nebo princezna z Řecka a Dánska s oslovením Jeho nebo Její Výsost, podle královského vládního řádu z roku 1774 a také jako patrilineární potomci Jiřího I. Řeckého, který jako syn budoucího dánského krále Kristiána IX., byl (a zůstal) „princem dánským“ před svým nástupem na řecký trůn v roce 1863. Do roku 1953 jeho dynastičtí potomci v mužské linii zůstali v dánském pořadí na trůn. Žádný dánský akt však nezrušil použití knížecího titulu pro tyto potomky, ani pro ty, kteří žili v roce 1953, ani pro ty, kteří se narodili později nebo kteří se od té doby přiženili do dynastie.
Existují tři členové řecké královské rodiny, o kterých není známo, že nesou titul dánského prince/princezny s oslovením Jeho/Její Výsost.
- Marina, choť prince Michaela Řeckého a Dánského
  - Princezna Alexandra Řecká
  - Vévodkyně z Aosty

Následující manželky dnešních královských panovníků, se narodily s tituly prince nebo princezny Řecka a Dánska, i když nejsou potomky krále Konstantina a královny Anny-Marie:
- Královna Sofie Španělská (sestra krále Konstantina a švagrová královny Anny-Marie)

### Norská královská rodina
Norská královská rodina pochází z legitimní mužské linie odvíjející se od Frederika VIII., pradědečka královny Markéty II. Haakon VII., který se narodil jako princ Karel Dánský jako mladší syn Frederika VIII., byl, stejně jako jeho strýc, Jiří I. Řecký, pozván, aby vládl nad jiným národem. Stejně jako u potomků řecké větve, členové norské linie již nemají dědická práva na dánskou korunu, ale na rozdíl od řeckých dynastů přestali po vstupu na norský trůn v roce 1905 používat dánské královské tituly.

### Hrabata a hraběnky z Monpezat
Dne 30. dubna 2008 udělila dánská královna svým dvěma synům, korunnímu princi Frederikovi a princi Joachimovi, a jejich legitimním patrilineárním potomkům obou pohlaví dědičný titul „hrabě z Monpezat“. Titul je založen na francouzském titulu „Comte de Laborde de Monpezat“, který používal jejich otec princ manžel Henrik Dánský.
Dne 29. září 2022 bylo oznámeno, že 1. ledna 2023 budou tituly dánský princ a princezna a oslovení Výsosti čtyřem dětem mladšího syna královny Markéty II., prince Joachima, odebrány. Místo toho jsou titulováni „Jeho/Její Excelence hrabě/hraběnka Nikolai/Felix/Henrik/Athena z Monpezat“. Všechna čtyři vnoučata si udržují svá místa v linii následnictví trůnu.

### Hrabata a hraběnky z Rosenborgu
Dánská knížata, která se ožení bez souhlasu dánského panovníka, ztrácejí svá dynastická práva, včetně královského titulu. Bývalým dynastům, kteří nejsou členy dánské královské rodiny, se obvykle uděluje dědičný titul „hrabě z Rosenborgu“. Mají nárok na oslovení „Jeho/Její Excelence“. Oni, jejich manželky nebo manželé a jejich legitimní potomci z mužské linie jsou:
- Hrabě Ingolf a hraběnka Sussie z Rosenborgu (starší syn prince Knuda Dánského a jeho manželka)
- Hraběnka Josephine z Rosenborgu (dcera mladšího syna prince Knuda Dánského, hraběte Kristiána z Rosenborgu)
- Hraběnka Camilla z Rosenborgu (dcera mladšího syna prince Knuda Dánského, hraběte Kristiána z Rosenborgu)
- Hraběnka Feodora z Rosenborgu (dcera mladšího syna prince Knuda Dánského, hraběte Kristiána z Rosenborgu)
- Hrabě Ulrik a hraběnka Judi z Rosenborgu (syn mladšího syna prince Haralda Dánského, hraběte Olufa z Rosenborgu, a jeho manželka)
  - Hrabě Philip z Rosenborgu (syn hraběte Ulrika)
  - Hraběnka Katharina z Rosenborgu (dcera hraběte Ulrika)
- Hraběnka Charlotte z Rosenborgu (dcera mladšího syna prince Haralda Dánského, hraběte Olufa z Rosenborgu)
- Hrabě Axel a hraběnka Jutta z Rosenborgu (syn mladšího syna prince Axela Dánského, hraběte Flemminga Valdemara z Rosenborgu, a jeho manželka)
  - Hrabě Carl Johan a hraběnka Sidsel z Rosenborgu (syn hraběte Axela a jeho manželka)
    - Hraběnka Dagmar z Rosenborgu (dcera hraběte Carla Johana)
    - Hrabě Valdemar z Rosenborgu (dyn hraběte Carla Johana z Rosenborgu)

  - Hrabě Alexander z Rosenborgu (syn hraběte Axela)
  - Hraběnka Julie z Rosenborgu (dcera hraběte Axela)
  - Hraběnka Désirée z Rosenborgu (dcera hraběte Axela)
- Hrabě Birger a hraběnka Lynne z Rosenborgu (syn mladšího syna prince Axela Dánského, hraběte Flemminga Valdemara z Rosenborgu, a jeho manželka)
  - Hraběnka Benedikte z Rosenborgu (dcera hraběte Birgera)
- Hrabě Karel Johan a hraběnka Lisa Jeanne z Rosenborgu (syn mladšího syna prince Axela Dánského, hraběte Flemminga Valdemara z Rosenborgu, a jeho manželka)
  - Hraběnka Caroline z Rosenborgu (dcera hraběte Karla Johana)
  - Hraběnka Josefine z Rosenborgu (dcera hraběte Karla Johana)
- Hraběnka Désirée z Rosenborgu (dcera mladšího syna dánského prince Axela, hraběte Flemminga Valdemara z Rosenborgu)
- Hraběnka Karin z Rosenborgu (vdova po hraběti Kristiánovi z Rosenborgu, synovi třetího syna prince Valdemara Dánského, hraběte Erika z Rosenborgu)
  - Hrabě Valdemar a hraběnka Bettina z Rosenborgu (syn hraběte Kristiána a jeho manželky)
    - Hrabě Nicolai z Rosenborgu (syn hraběte Valdemara)
    - Hraběnka Marie z Rosenborgu (dcera hraběte Valdemara)

  - Hraběnka Marina z Rosenborgu (dcera hraběte Kristiána)

### Hrabata a hraběnky ze Samsøe
Danneskiold-Samsøeští jsou potomci nejstaršího syna Kristiána V. a jeho milenky Žofie Amálie Mothové, kterou král povýšil na první hraběnku ze Samsø. Její potomek, hraběnka Frederikke Louise af Danneskiold-Samsøe (1699–1744) se provdala za svého příbuzného, vévodu Kristiána Augusta Šlesvicko-Holštýnsko-Sonderbursko-Augustenburského. Podle královského zákonného nařízení jsou hrabata z Danneskiold-Samsøe a jejich potomci po mužské linii řazeni jako druzí nejvyšší šlechtici v Dánsku, hned za hrabaty z Rosenborgu, kteří jsou také potomky dánských králů. Mají nárok na oslovení „Jeho/Její Excelence“.

## Následnictví

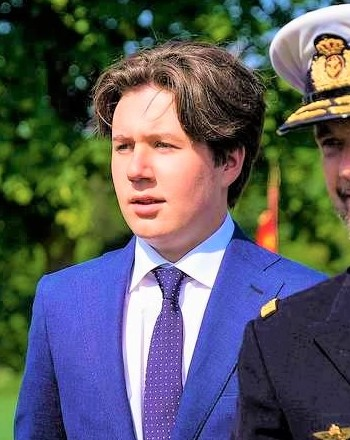
Korunní princ Christian Dánský

Dánsko má od roku 2009 stejné právo primogenitury pro mužské i ženské následníky trůnu. Dánský akt následnictví přijatý 27. března 1953 umožňuje nástup na trůn pouze těm potomkům krále Kristiána X. a jeho ženy Alexandriny Meklenbursko-Zvěřínské, kteří splnili schválené podmínky uzavřené před sňatkem.
Panovník pozbývá svého nároku na trůn, pokud se ožení/vdá bez svolení panovníka potvrzeným Státní radou. Potomci narození nesezdaným nebo bývalým panovníkům, kteří se oženili bez královského souhlasu, jsou stejně jako jejich potomci vyloučeni z následnictví. Dále, po schválení sňatku může panovník uložit podmínky, které musejí být splněny, má-li jeho potomek získat následnické právo. Část II, odstavec 9 dánské ústavy z 5. června 1953 stanovuje, že parlament zvolí krále a určí novou linii následnictví, v případě situace, kdy by nebylo volitelných potomků krále Kristiána X. a královny Alexandriny.
Dánský panovník musí být členem Dánské národní církve, nebo evangelicko-luteránské církve dánské (Dánská ústava, II,6). Národní církev je podle zákona Dánská národní církev, ačkoli panovník není její hlavou (jako je tomu například ve Spojeném království, kde nejvyšším představitelem anglikánské církve je panovník Spojeného království, v současnosti král Karel III.) (úst., I,4)).
K roku 2024 je linie následnictví následující:
1. Korunní princ Christian
2. Princezna Isabella
3. Princ Vincent
4. Princezna Josefína
5. Princ Joachim
6. Hrabě Nikolai
7. Hrabě Felix
8. Hrabě Henrik
9. Hraběnka Athena
10. Princezna Benedikte

## Titulatura

Dánská královská standarta.

Dánští panovníci mají dlouho historii královských a šlechtických. Historicky dánští monarchové rovněž užívali titulu 'král Vendů' a 'král Gothů'. Po svém nástupu na trůn roku 1972 královna Markéta II. se vzdala všech titulů vyjma titulu 'Královna dánská'. Dánský panovník/panovnice a jeho choť jsou titulováni 'Vaše Veličenstvo', zatímco princové a princezny Jeho nebo Její královská Výsost (Hans nebo Hendes Kongelige Højhed), nebo pouze Jeho či Její Výsost (Hans nebo Hendes Højhed).
- Erik Pomořanský: z milosti Boží, král dánský, švédský a norský, wendský a gothský, vévoda pomořanský.
- Kryštof Bavorský: z milosti Boží, král dánský, švédský a norský, wendský a gothský, hrabě rýnsko-falcký, vévoda bavorský.
- Úplný titul dánských panovníků od Kristiána I. po Kristiána II. byl: z milosti Boží, král dánský, švédský a norský, wendský a gothský, vévoda šlesvický, holštýnský, stormarnský a ditmaršenský, hrabě oldenburský a delmenhorstský.
- Úplný titul dánských panovníků od Frederika I. po Kristiána VII. zněl: z milosti Boží, král dánský a norský, wendský a gothský, vévoda šlesvický, holštýnský, stormarnský a ditmaršenský, hrabě oldenburský a delmenhorstský.
- Oldenburský byl povýšen na vévodství během vlády Kristiána VII. a podle toho byl změněn i titul: z milosti Boží, král dánský, švédský a norský, wendský a gothský, vévoda šlesvický, holštýnský, stormarnský, dithmarschenský a oldenburský. Tento titul používal ještě jeho syn, Frederik VI., jenž později ztratil titul norského krále po uzavření kielské smlouvy roku 1814.
- Frederik VI. Získal roku 1814–1815 kontrolu nad Rujanou, což mu umožnilo užívat titul: z milosti Boží, král dánský, wendský a gothský, kníže rujanský, vévoda šlesvický, holštýnský, stormarnský, dithmarschenský a oldenburský.
- Roku 1815 se Frederik VI. Vzdal Rujany ve prospěch pruského krále a na oplátku získal Lauenburské vévodství od britsko-hannoverského krále a získal titul: z milosti Boží, král dánský, wendský a gothský, vévoda šlesvický, holštýnský, stormarnský, dithmarschenský, lauenburský a oldenburský. Tohoto titulu užíval do roku 1918 když byl Island pozvednut na nezávislý stát v unii s Dánskem.
- Úplný titul Kristiána X. v letech 1918 až 1944 byl: z milosti Boží, král dánský, islandský, wendský a gothský, vévoda šlesvický, holštýnský, stormarnský, dithmarschenský, lauenburský a oldenburský.
- Úplný titul Kristiána X. po roce 1944, kdy byla dánsko-islandská unie rozpuštěna, zněl: z milosti Boží, král dánský, wendský a gothský, vévoda šlesvický, holštýnský, stormarnský, dithmarschenský, lauenburský a oldenburský. Tentýž titul užíval jeho syn, Frederik IX., až do své smrti roku 1972
- Když na dánský trůn nastoupila roku 1972 současná královna Markéta II., vzdala se všech tradičních titulů dánských panovníků a ponechala si pouze titul: z milosti Boží, královna dánská.